# 吉普航空
吉普航空（Zip，IATA代碼：3J, ICAO代碼：WZP與Callsign代碼：Zipper）是一家位於加拿大的航空公司，總部位於卡尔加里。是一家以低廉機票為主的航空公司，由加拿大航空在2002年9月獨立出來。整個航隊共有12架波音737飛機，每架都漆上不同的螢光色。

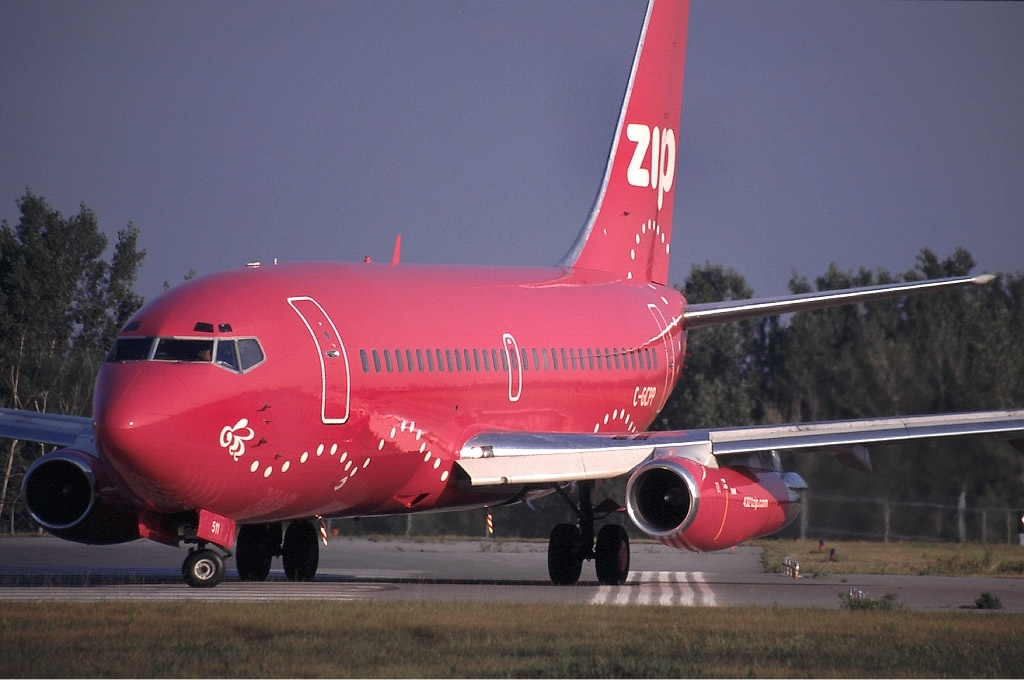
波音737-300飛機

吉普航空主要的競爭對手是加拿大西捷航空，而這亦是吉普航空成立的原因。吉普航空固定往返的航線在卡尔加里、埃德蒙顿和溫哥華三大城之間。
2004年9月，吉普航空宣布停止營業，多數員工都返回到加拿大航空工作。

## 參看
- 加拿大航空